# هيرو (فلم 2018)
هيرو (بالإنجليزية: Hero)، هُو فيلم تريندادي وتوباغي صدر سنة 2018 وأخرجته وأنتجته فرانسيس آن سولومون.

## وصلات خارجية
- مقالات تستعمل روابط فنية بلا صلة مع ويكي بيانات